# Pure Fucking Armageddon
Pure Fucking Armageddon – demo norweskiej black metalowej grupy Mayhem.

## Lista utworów
| Nr | Tytuł utworu                                      | Długość |
| -- | ------------------------------------------------- | ------- |
| 1. | „Voice of a Tortured Skull”                       | 2:22    |
| 2. | „Carnage”                                         | 4:14    |
| 3. | „Ghoul”                                           | 3:31    |
| 4. | „Black Metal (Total Death Version)” (cover Venom) | 2:06    |
| 5. | „Pure Fucking Armageddon”                         | 2:50    |
| 6. | „Mayhem (Unmixed Version)”                        | 1:46    |
| 7. | „Ghoul (Unmixed Version)”                         | 3:43    |
| 8. | „Pure Fucking Armageddon (Unmixed Version)”       | 2:43    |
| 9. | „Carnage (Unmixed Version)”                       | 4:32    |
|    |                                                   | 27:47   |

## Twórcy
- Euronymous (Øystein Aarseth) – gitara, wokal
- Necrobutcher (Jørn Stubberud) – gitara basowa
- Manheim (Kjetil Manheim) – perkusja